# 손용근
손용근(孫容根, 1952년 ~)은 대한민국의 법조인이다. 대구고등법원장과 사법연수원장 등을 역임하고 한양대학교 법학전문대학원 석좌교수이다.

## 생애
1952년 전라남도 강진군에서 태어나 광주제일고등학교와 한양대학교 법학과를 졸업하고 노무현이 합격한 제17회 사법시험에서 합격하여 사법연수원 7기를 수료했다. 한양대학교 출신의 제1호 법조인이다.
1980년 대구지방법원 판사에 임용되어 서울고등법원 등에서 판사를 하다가 1989년 헌법재판소 헌법연구관과 1991년 대법원 재판연구관으로 재직하였으며 1997년에 서울지방법원, 1999년에 부산고등법원, 2000년 서울고등법원에 부장판사에 임명되어 재판장을 하다가 2003년에 법원도서관 관장을 역임했다.
이후, 법원장으로 승진하여 2005년에 춘천지방법원, 2006년 8월에 서울행정법원, 2008년 2월에 대구고등법원, 2009년 2월에 특허법원에서 법원장으로 재직하다가 2010년 2월에 임명된 사법연수원장을 마지막으로 하여 퇴임하여 2011년 6월에 모교인 한양대학교 법학전문대학원 석좌교수에 임명되었다.
서울고등법원 재판장으로 재직하며 임창열 경기도지사의 뇌물 사건을 재판할 때, "임창열
지사와 검찰 측의 주장이 첨예하게 대립되는 상황에서 두 가능성을 모두 고려하겠다"며 "정치자금법 위반 혐의를 추가하는 내용의 공소장을 변경해 달라"는 결정문을 검찰에 보내자 인천지검 특수부장때 사건을 수사했던 김진태 부장검사 "대가성이 분명한 돈을 받은 혐의로 구속기소된 피고인에 대해 재판부가 정치자금법을 추가하도록 결정하게 되면 벌금형으로 사건이 마무리될 수 있고, 알선수재 혐의에 대해 무죄선고하겠다는 의미가 담겨져 있다"며 "재판부가 공소사실에 대해 선고를 연기하고 이례적으로 공소사실을 추가로 요청한 속뜻을 모르겠다”고 불만을 토로하면서 공소장 변경에 대해서는 거부하고 의견서를 제출했다. 또, 임창열에 대해 무죄를 선고하자 검찰은 "당시 수사는 검찰 수뇌부조차 부담스러워한 사건이었는데 어떻게 증거와 진술을 조작할 수 있었겠느냐”며 "조작을 했더라도 한 두 사람도 아닌 여러사람의 진술을 조작할 수는 없다"고 하면서 공개적으로 반발하면서, 서울지검 강력부 권오성 검사는 기자회견을 자청해서 "검사 앞에서 범죄를 시인한 조서를 믿을 수 없다는 법원 판단을 이해할 수 없다"고 했다.
춘천지방법원장으로 재직하던 2006년 4월 4일에 한림대학교에서 `디지털시대와 법의 과거 현재 미래'를 주제로 열린 법학부 춘계학술발표회에서 특강을 하면서 자신의 젊은시절부터 25년 넘게 법조계에 몸담아오면서 겪었던 경험담과 법관으로서의 소신 등을 말하면서 "사법연수원 시절 처음 접했던 프랑스 단편소설 `크랭크비이유'를 잊지 못한다"며 "부적정한 경찰권의 행사와 증거를 잘못 선택한 오판, 그리고 이웃들의 편견이 한 사람을 어떻게 파멸시킬 수 있는가를 극명하게 보여준다"며 "잘못을 시인하고 개선할 때도 지혜를 발휘해 슬기롭게 극복하고 모함에 대해 투쟁할 때도 법조인다운 지혜가 필요하다"고 했다. 춘천지방법원 마라톤 동호회인 '봄내달림이' 회원 등 법원 직원 54명과 함께 강원일보가 주최한 제3회 춘천호반마라톤대회  3·1절 기념 시민건강달리기대회에 참가해 동계올림픽 유치를 하면서 달려 10km코스를 52분만에 완주했다.

2012년에는 한국민사소송법학회 회장에 취임하고
석좌교수로서 법무법인 동인 등에서 변호사를 하고 있는 손용근은 2018년 2월 23일 한양대학교 동문회관에서 열린 한양대학교 정기총회에서 제19대 한양대학교 총동문회장으로 선출됐다.

## 주요 판결
- 서울고등법원 형사3부 재판장으로 재직하던 2001년 2월 22일에 최만석을 고속철 차량선정의 로비스트로 소개하고 알스톰사가 차량공급 업체로 선정되자 최만석이 받은 사례금중 35%에 이르는3백95만달러를 받은 혐의로 특가법 알선수재를 적용해 1심에서 징역1년 6월 추징금 43억 8천여만원이 선고된 호기춘에 대해 "주한 프랑스대사관측이 양국 외교관계를 고려해 선처해달라고 요청해와 보석을 허가한 만큼 집행유예를 택했다"며 징역1년6월 집행유예2년 추징금 43억 8천여만원을 선고하면서 경찰 수사를 막아달라는 청탁과 함께 호기춘으로부터 돈을 받은 혐의로 구속기소된 전윤기 전 서울 남대문경찰서장에 대해 "끝까지 돈을 받지 않았다고 주장하지만 이를 인정하기어렵다"며 징역 5년 추징금 1억3백만원을 선고했다.[9] 4월 3일에 1심에서 특가법 알선수재가 적용되어 징역1년 집행유예2년을 선고받은 임창열 기도지사에 대해 "돈을 받은 사실이 있지만 청탁이 있었다고 볼 증거가 없다"며 무죄를 선고했다.[10] 4월 16일에 군내 민관 합작호텔인 초정약수 스파텔의 시공업체로 선정해주는 대가로 건설업체로부터 5억원을 받은 혐의로 기소되어 1심에서 징역2년6월 집행유예3년이 선고된 변종석 충청북도 청원군수에 대해 특가법 뇌물수수 및 사기죄를 적용하여 징역 3년 추징금 1160만원을 선고하면서 ""현재 군수직을 수행하고 있으며 고령인 점 등을 참작했다"며 법정구속하지는 않았다.[11] 4월 20일에 매월 100만∼1400여만원씩을 받고 단속 정보를 제공해온 혐의 등으로 1심에서 징역 2년∼3년6월의 실형을 선고받은 전 서울 종암경찰서 방범지도계 박모 경사 등 전 현직 경찰관 8명에 대해 징역 1∼3년 및 집행유예 2∼5년과 추징금 760여만∼4800여만원을 선고하면서 소년계 양모 경사에 대해서는 뇌물 액수가 상대적으로 적고 보행이 불편한 상태인 점을 참작해 선고유예했다.[12]